# Phaeostigma (Crassoraphidia) klimeschiellum
Phaeostigma (Crassoraphidia) klimeschiellum is een kameelhalsvliegensoort uit de familie van de Raphidiidae. De soort komt voor in Turkije.
Phaeostigma (Crassoraphidia) klimeschiellum werd voor het eerst wetenschappelijk beschreven door H. Aspöck et al. in 1982.